# لبیانیوس
لبیانیوس (یونانی: Λιβάνιος (حدود ۳۱۴ تا ۳۹۲ یا ۳۹۳) آموزگار و سوفسطایی یونانی بود. لبیانیوس در زمان برآمدن هژمونی مسیحی در اواخر امپراتوری روم هم‌چنان غیرمسیحی ماند و در امور مذهبی روش پاگان هلنی را دنبال می‌کرد.
لبیانیوس در انطاکیه در خانواده‌های بسیار فرهنگی که زمانی نفوذ زیادی داشتند به دنیا آمد و از چهارده‌سالگی تحصیل خود در دانش سخنوری را آغاز کرده و سپس از صحن عمومی کناره گرفته و همه وقت خود را صرف آموختن فلسفه کرد. او که به ادبیات لاتین ناآشنا بود دیدی منفی نسبت به نفوذ این ادبیات ابراز می‌کرد.

## زندگی
لیبانیوس در انطاکیه، واقع در نزدیکی شهر امروزی آنتاکیا، ترکیه به دنیا آمد. او در خانواده ای عمیقاً فرهنگی و با نفوذ به دنیا آمد که اخیراً افول قابل توجهی را تجربه کرده بود. در سال 303 پس از میلاد، یازده سال قبل از تولد او، خانواده او در مقاومت در برابر شورش توسط یک پادگان ارتش محلی شرکت کرده بودند. در پایان، مقامات امپراتوری روم به همان اندازه نگران اشراف زادگان محلی بودند که خود را مسلح می کردند، همانطور که توسط سربازان شورشی نگران بودند. خانواده لیبانیوس مورد بی مهری قرار گرفتند و پدربزرگش اعدام شد. پدر لیبانیوس در یازده سالگی درگذشت و تربیت خود را به مادر و عموهای مادرش واگذار کرد که در حال بازسازی شهرت خانواده‌اش بودند.[1][3]
در چهارده سالگی شروع به تحصیل در بلاغت کرد و به همین دلیل از زندگی عمومی کناره گرفت و خود را وقف فلسفه کرد. او که با ادبیات لاتین آشنایی نداشت، تأثیر آن را ابراز تأسف کرد.
او در آتن زیر نظر دیوفانتوس عرب تحصیل کرد و کار خود را در قسطنطنیه به عنوان معلم خصوصی آغاز کرد. او در سال 346 (یا قبل از آن) برای حدود پنج سال به نیکومدیا تبعید شد[1] اما به قسطنطنیه بازگشت و تا سال 354 در آنجا تدریس کرد.[4] لیبانیوس قبل از تبعید، دوست امپراطور جولیان بود که مکاتباتی با او باقی مانده است و به یاد او مجموعه ای از سخنرانی ها را نوشت. در سال 354 کرسی بلاغت را در انطاکیه، زادگاهش، پذیرفت و تا زمان مرگش در آنجا ماند. شاگردان او هم مشرکان و هم مسیحیان بودند.[4]
لیبانیوس از فن بیان خود برای پیشبرد اهداف مختلف خصوصی و سیاسی استفاده کرد. او به فشارهای امپراتوری فزاینده بر فرهنگ سنتی شهرمحور که توسط طبقات بالای محلی حمایت و تسلط داشت حمله کرد. معروف است که او به آزار و اذیت مشرکان در اواخر امپراتوری روم اعتراض کرده است. در سال 386، او بدون موفقیت به امپراتور تئودوسیوس متوسل شد تا از تخریب معبدی در ادسا جلوگیری کند، و برای تحمل و حفظ معابد در برابر شکار راهبان مسیحی درخواست کرد، که او ادعا کرد:
در حمله به معابد با چوب و سنگ و میله های آهنی و در مواردی با تحقیر اینها با دست و پا بشتابید. سپس ویرانی مطلق همراه با برهنه کردن سقف‌ها، تخریب دیوارها، فرو ریختن مجسمه‌ها و واژگونی محراب‌ها به وجود می‌آید و کاهنان یا باید سکوت کنند یا بمیرند. پس از تخریب یکی، به سوی دیگری و سومی می‌روند و بر خلاف قانون، جام بر روی جام انباشته می‌شود. چنین خشونت‌هایی حتی در شهرها نیز اتفاق می‌افتد، اما در روستاها بیشتر دیده می‌شود. بسیاری از دشمنانی هستند که حملات جداگانه را انجام می دهند، اما پس از جنایات بی شمار آنها، این گروه های پراکنده جمع می شوند و آنها در شرمساری هستند، مگر اینکه مرتکب بدترین ظلم شده باشند... معبدها، آقا، روح روستا هستند: آنها آغازی را رقم می زنند. استقرار آن، و از طریق نسل های بسیاری به مردان امروزی منتقل شده است. در آنها جوامع کشاورز امید خود را به شوهران، زنان، فرزندان، به گاوهای خود و خاکی که می کارند و می کارند، بسته اند. املاکی که تا این حد رنج کشیده است، الهام دهقانان را همراه با امیدهایشان از دست داده است، زیرا آنها بر این باورند که پس از ربوده شدن از دست خدایان که کار آنها را به سرانجام می رساند، کارشان بیهوده خواهد بود. و اگر زمین دیگر از همان مراقبت برخوردار نباشد، محصول نیز نمی تواند با آنچه قبلا بوده مطابقت داشته باشد، و اگر چنین باشد، دهقان فقیرتر است و درآمد به خطر می افتد.
— Libanius، Pro Templis[5]
آثار باقی مانده از لیبانیوس، که شامل بیش از 1600 نامه، 64 سخنرانی و 96 progymnasmata (تمرینات بلاغی) است، به عنوان منبعی تاریخی برای جهان در حال تغییر اواخر قرن چهارم ارزشمند است.[4] سخنرانی او "پاسخی به آریستیدس از طرف رقصندگان" یکی از مهم ترین سوابق رقص کنسرت رومی، به ویژه آن فرم بسیار محبوب به نام پانتومیم است.[6] اولین سخنرانی او یک روایت زندگی‌نامه‌ای است که برای اولین بار در سال 374 نوشته شد و در طول زندگی‌اش بازنگری شد، گزارش محققی که به عنوان مجله خصوصی یک تبعیدی قدیمی به پایان می‌رسد. Progymnasma 8 (برای توضیح یک "progymnasma" به زیر مراجعه کنید) خلاصه ای خیالی از پرونده دادستانی است که مجدداً یک پزشک متهم به مسموم کردن برخی از بیماران خود است.[7]
اگرچه لیبانیوس مسیحی نبود، شاگردان او مسیحیان برجسته‌ای مانند جان کریزوستوم[1] و تئودور موپسوستیا را شامل می‌شدند.[8] با وجود دوستی‌اش با امپراتور جولیان، بت‌پرست مرمت‌گرا، توسط امپراتور مسیحی تئودوسیوس اول، او به عنوان بخشدار افتخاری پراتورین انتخاب شد.